# Poule E de la Coupe du monde de rugby à XV 1999
Cet article présente les résultats et des détails sur les matches de la poule E de la Coupe du monde de rugby à XV 1999.

## Classement
| Rang | Nation     | J | V | N | D | Pm  | Pe  | Diff | Pts |
| ---- | ---------- | - | - | - | - | --- | --- | ---- | --- |
| 1    | Australie  | 3 | 3 | 0 | 0 | 135 | 31  | +104 | 9   |
| 2    | Irlande    | 3 | 2 | 0 | 1 | 100 | 45  | +55  | 7   |
| 3    | Roumanie   | 3 | 1 | 0 | 2 | 50  | 126 | -76  | 5   |
| 4    | États-Unis | 3 | 0 | 0 | 3 | 52  | 135 | -83  | 3   |

|  | Qualifiée pour les quarts de finale |
|  | Qualifiée pour les barrages         |

Attribution des points : victoire : 3, match nul : 2, défaite : 1.
Règles de classement : ?

## Les matches
| 2 octobre 1999 19:00 UTC+1 | Irlande | 53 – 8 (21–8) | États-Unis                                                                                        | Lansdowne Road, Dublin 49 000 spectateurs Arbitre : Joël Dumé |
| 2 octobre 1999 19:00 UTC+1 | Essai(s) : Bishop (6e) O'Driscoll (15e Wood 4 (29e, 68e, 73e, 76e) de pénalité (44e) Transformation(s) : Humphreys 4 (7e, 16e, 30e, 45e), Elwood 2 (69e, 74e) Pénalité(s) : Humphreys 2 (43e, 64e) Carton(s) jaune(s) : Johns (82e) |               | Essai(s) : Dalzell (9e) Pénalité(s) : Dalzell (25e) Carton(s) jaune(s) : Lehner (64e) Gross (82e) | Lansdowne Road, Dublin 49 000 spectateurs Arbitre : Joël Dumé |
| 2 octobre 1999 19:00 UTC+1 | |               |                                                                                                   | Lansdowne Road, Dublin 49 000 spectateurs Arbitre : Joël Dumé |

| 3 octobre 1999 18:00 UTC+1 | Australie | 57 – 9 (24 – 3) | Roumanie                             | Ravenhill Stadium, Belfast 12 000 spectateurs Arbitre : Paul Honiss |
| 3 octobre 1999 18:00 UTC+1 | Essai(s) : Horan (2e) Kefu 3 (7e, 25e, 78e) Little (41e) Roff 2 (43e, 49e) Paul (65e) Burke (67e) Transformation(s) : Eales (8e) Burke 5 (26e, 44e, 65e, 68e, 79e) |                 | Pénalité(s) : Mitu 3 (12e, 70e, 74e) | Ravenhill Stadium, Belfast 12 000 spectateurs Arbitre : Paul Honiss |
| 3 octobre 1999 18:00 UTC+1 | |                 |                                      | Ravenhill Stadium, Belfast 12 000 spectateurs Arbitre : Paul Honiss |

| 9 octobre 1999 18:00 UTC+1 | États-Unis | 25 – 27 (10–5) | Roumanie | Lansdowne Road, Dublin 3 000 spectateurs Arbitre : Jim Fleming |
| 9 octobre 1999 18:00 UTC+1 | Essai(s) : Lyle (25e) Hightower (41e) Shuman (78e) Transformation(s) : Dalzell (26e, 42e) Pénalité(s) : Dalzell (13e, 68e) |                | Essai(s) : Solomie 2 (17e, 43e) Constantin (48e) Petrache (64e) Transformation(s) : Mitu (44e, 49e) Pénalité(s) : Mitu (55e) Carton(s) jaune(s) : Mitu (35e) | Lansdowne Road, Dublin 3 000 spectateurs Arbitre : Jim Fleming |
| 9 octobre 1999 18:00 UTC+1 | |                | | Lansdowne Road, Dublin 3 000 spectateurs Arbitre : Jim Fleming |

| 10 octobre 1999 | Irlande                       | 3 – 23 (0 – 6) | Australie | Lansdowne Road, Dublin 49 250 spectateurs Arbitre : Clayton Thomas |
| 10 octobre 1999 | Pénalité(s) : Humphreys (52e) |                | Essai(s) : Horan (57e), Tune (78e) Transformation(s) : Burke (58e, 79e) Pénalité(s) : Burke (9e, 45e), Eales (40e) | Lansdowne Road, Dublin 49 250 spectateurs Arbitre : Clayton Thomas |
| 10 octobre 1999 |                               |                | | Lansdowne Road, Dublin 49 250 spectateurs Arbitre : Clayton Thomas |

| 14 octobre 1999 | Australie | 55 – 19 (22 – 10) | États-Unis | Limerick, Thomond Park 13 000 spectateurs Arbitre : André Watson |
| 14 octobre 1999 | Essai(s) : Larkham (4e), Staniforth 2 (17e, 42e), Foley (40e), Burke (45e), Strauss (68e), Latham (73e, Whitaker (83e) Transformation(s) : Burke 5 (5e, 17e, 42e, 68e, 74e), Roff (84e) Pénalité(s) : Burke (13e) Carton(s) jaune(s) : Moore (78e) |                   | Essai(s) : Grobler (37e) Transformation(s) : Dalzell (39e) Pénalité(s) : Dalzell (49e, 57e, 66e) Drop(s) : Niu (15e) | Limerick, Thomond Park 13 000 spectateurs Arbitre : André Watson |
| 14 octobre 1999 | |                   | | Limerick, Thomond Park 13 000 spectateurs Arbitre : André Watson |

| 15 octobre 1999 | Irlande | 44 – 14 (27 – 6) | Roumanie                                                  | Lansdowne Road, Dublin 49 000 spectateurs |
| 15 octobre 1999 | Essai(s) : O'Cuinneagain (3e), Ward (15e), O'Shea 2 (33e, 45e), Tierney (58e) Transformation(s) : Elwood 5 (3e, 15e, 35e, 46e, 58e) Pénalité(s) : Elwood 2 (13e, 40e) |                  | Essai(s) : Sauan (75e) Pénalité(s) : Mitu (18e, 25e, 57e) | Lansdowne Road, Dublin 49 000 spectateurs |
| 15 octobre 1999 | |                  |                                                           | Lansdowne Road, Dublin 49 000 spectateurs |